# Microdesmes
Microdesmes is een geslacht van kevers uit de familie  
kniptorren (Elateridae).
Het geslacht is voor het eerst wetenschappelijk beschreven in 1882 door Candèze.

## Soorten
Het geslacht omvat de volgende soorten:
- Microdesmes angulatus (Carter, 1939)
- Microdesmes collaris (Candèze, 1900)
- Microdesmes mastersii (W.J. Macleay, 1872)
- Microdesmes minimus (Candèze, 1878)
- Microdesmes niger (Carter, 1939)
- Microdesmes pallidus (Carter, 1939)
- Microdesmes pubescens (Carter, 1939)
- Microdesmes pygmaeus (Carter, 1939)